# Quan hệ Các Tiểu vương quốc Ả Rập Thống nhất – Việt Nam
Quan hệ Các Tiểu Vương quốc Ả rập Thống nhất – Việt Nam là quan hệ ngoại giao song phương giữa Các Tiểu Vương quốc Ả rập Thống nhất và Cộng hòa xã hội chủ nghĩa Việt Nam. Các Tiểu Vương quốc Ả rập Thống nhất (UAE) có Đại sứ quán đặt tại Hà Nội, trong khi đó, Việt Nam có Đại sức quán được đặt tại Abu Dhabi.

## Lịch sử
Mặc dù hai quốc gia có phần lớn khác biệt về văn hóa cũng như tôn giáo, nhưng người Chăm, một tộc người bản địa ở miền Trung và miền Nam Việt Nam có cùng tôn giáo với người UAE đó là đạo Hồi do kết quả từ các giao thương của các thương nhân Ả Rập cũng như thương nhân Mã Lai, đã đưa đạo Hồi du nhập.

## Quan hệ kinh tế
Kể từ cuộc cải cách kinh tế năm 1986 tại Việt Nam, UAE đã trở thành một trong những nhà đầu tư kinh tế Ả Rập và Hồi giáo lớn nhất tại Việt Nam. Các Tiểu vương quốc Ả Rập Thống nhất cũng là người tài trợ cho một số công trình xây dựng thánh đường ở Việt Nam, trong đó có thánh đường lớn nhất Việt Nam được khánh thành vào tháng 1 năm 2006 tại Xuân Lộc, tỉnh Đồng Nai; việc xây dựng nó được tài trợ một phần bởi sự đóng góp từ Ả Rập Xê Út và Các Tiểu vương quốc Ả Rập Thống nhất. UAE cũng cung cấp giáo dục Hồi giáo cho cộng đồng Hồi giáo Việt Nam, đặc biệt là người Chăm.